# Anthomuda affinis
Anthomuda affinis là một loài chân đều trong họ Antheluridae. Loài này được miêu tả khoa học năm 1902 bởi Richardson.